# رون واشنطن
رون واشنطن (بالإنجليزية: Ron Washington)‏ هو مدرب كرة القاعدة ‏ أمريكي، ولد في 29 أبريل 1952 في نيو أورلينز في الولايات المتحدة.

## وصلات خارجية
- رون واشنطن على موقع دوري كرة القاعدة الرئيسي (الإنجليزية)
- رون واشنطن على موقعبيزبول رفرنس.كوم (الدوري الرئيسي) (الإنجليزية)
- رون واشنطن على موقعبيزبول رفرنس.كوم (الدوري الثانوي) (الإنجليزية)
- رون واشنطن على موقع إي إس بي إن.كوم (أم.أل.بي) (الإنجليزية)
- رون واشنطن على موقع مشجعي الرسوم البيانية (الإنجليزية)
- رون واشنطن على موقع إن إن دي بي (الإنجليزية)